# Taliner
Taliner (Talinum) är ett släkte av tvåhjärtbladiga växter som beskrevs av Michel Adanson. Taliner är tillsammans med Talinella de enda två släktena som utgör familjen talinumväxter (Talinaceae).

## Dottertaxa
Enligt Catalogue of Life ingår följande arter i släktet:
- Talinum arnotii
- Talinum caffrum
- Talinum crispatulum
- Talinum cymbosepalum
- Talinum domingense
- Talinum fruticosum[a]
- Talinum galapagosum
- Talinum lineare
- Talinum nocturnum
- Talinum palmeri
- Bärnstensvippa (Talinum paniculatum)
- Talinum polygaloides
- Talinum portulacifolium
- Talinum rostratum
- Talinum tenuissimum

1. ↑  Är angiven som T. triangulare.

## Bildgalleri

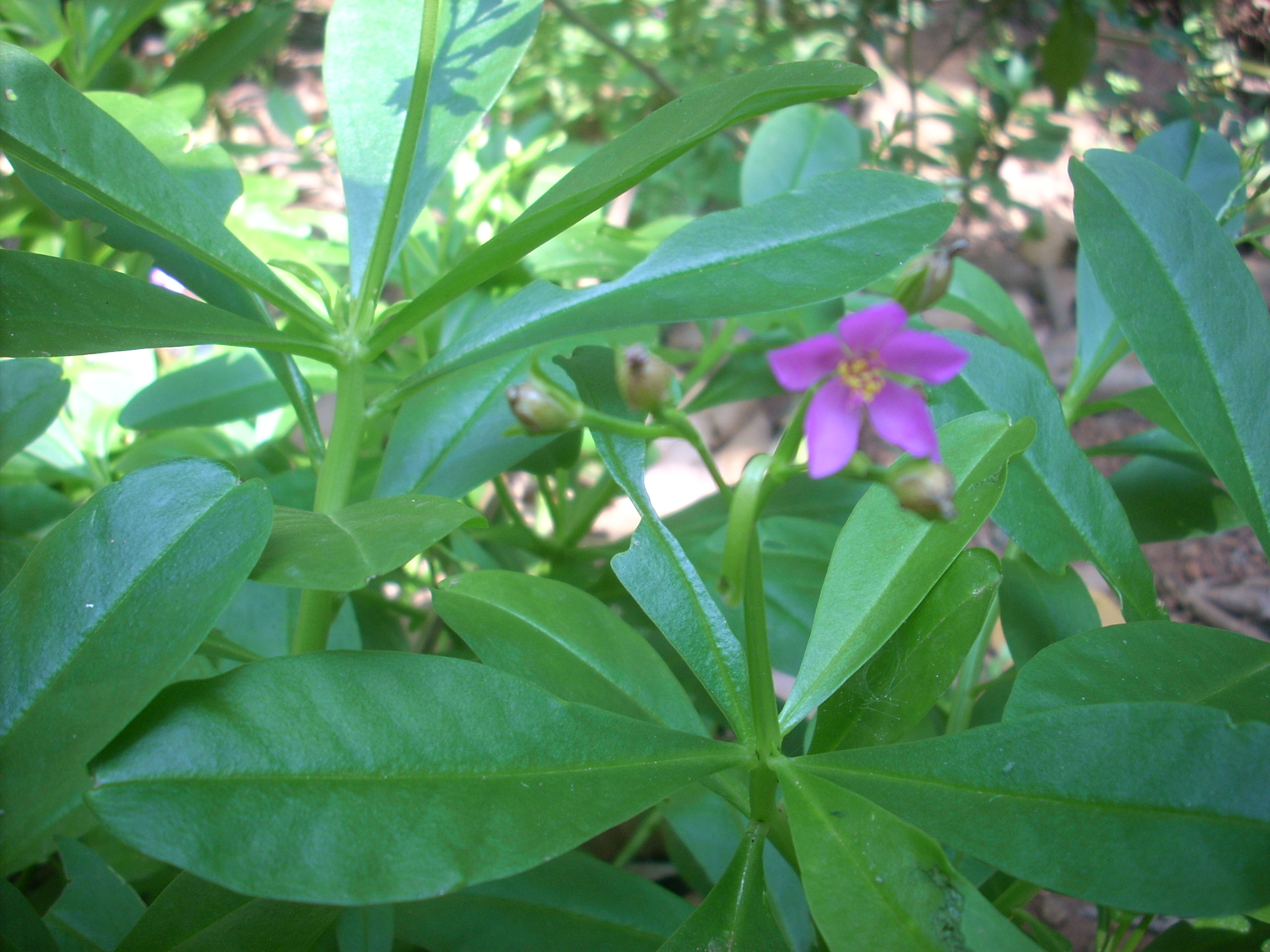
Talinum fruticosum
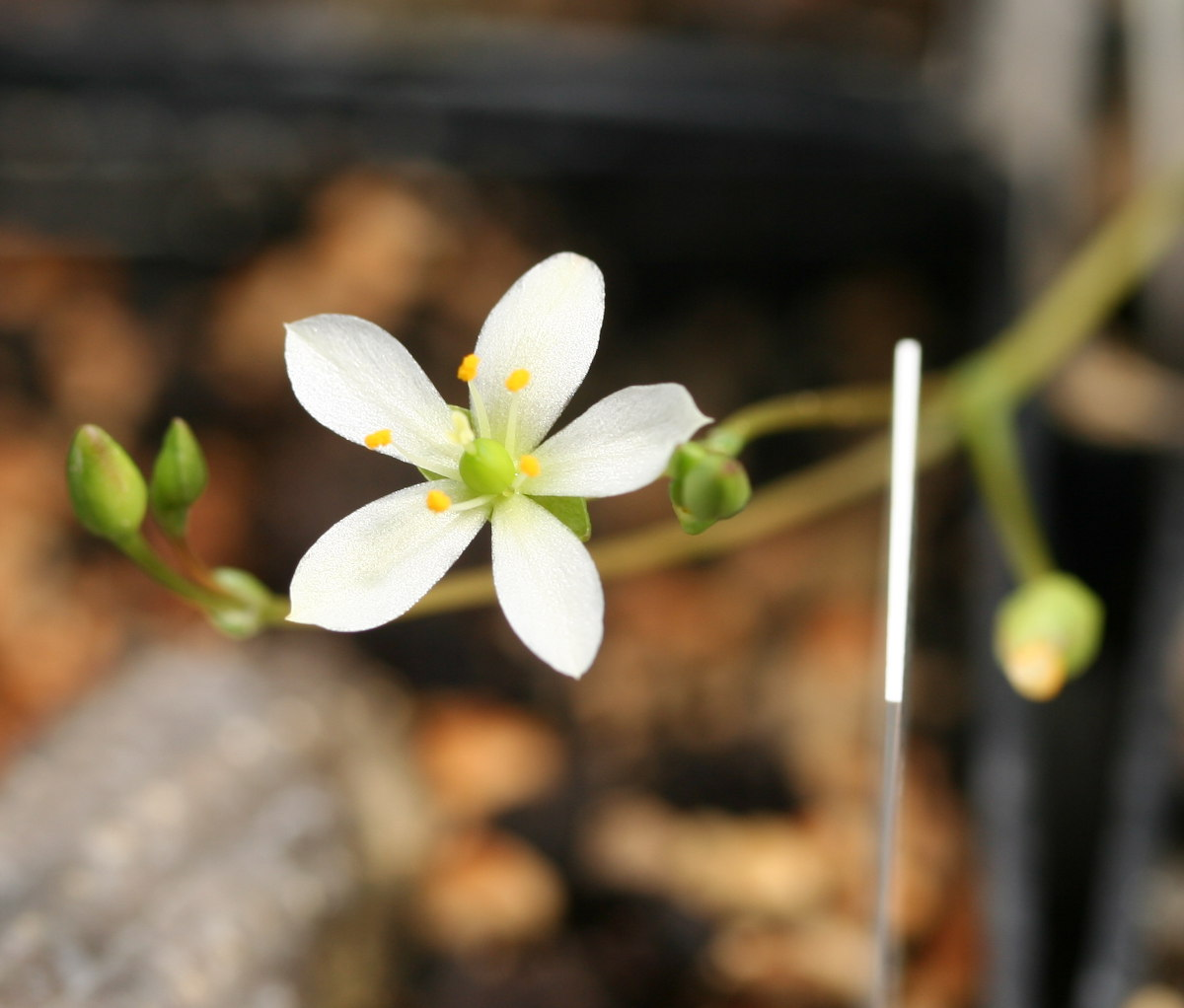
Talinum napiforme
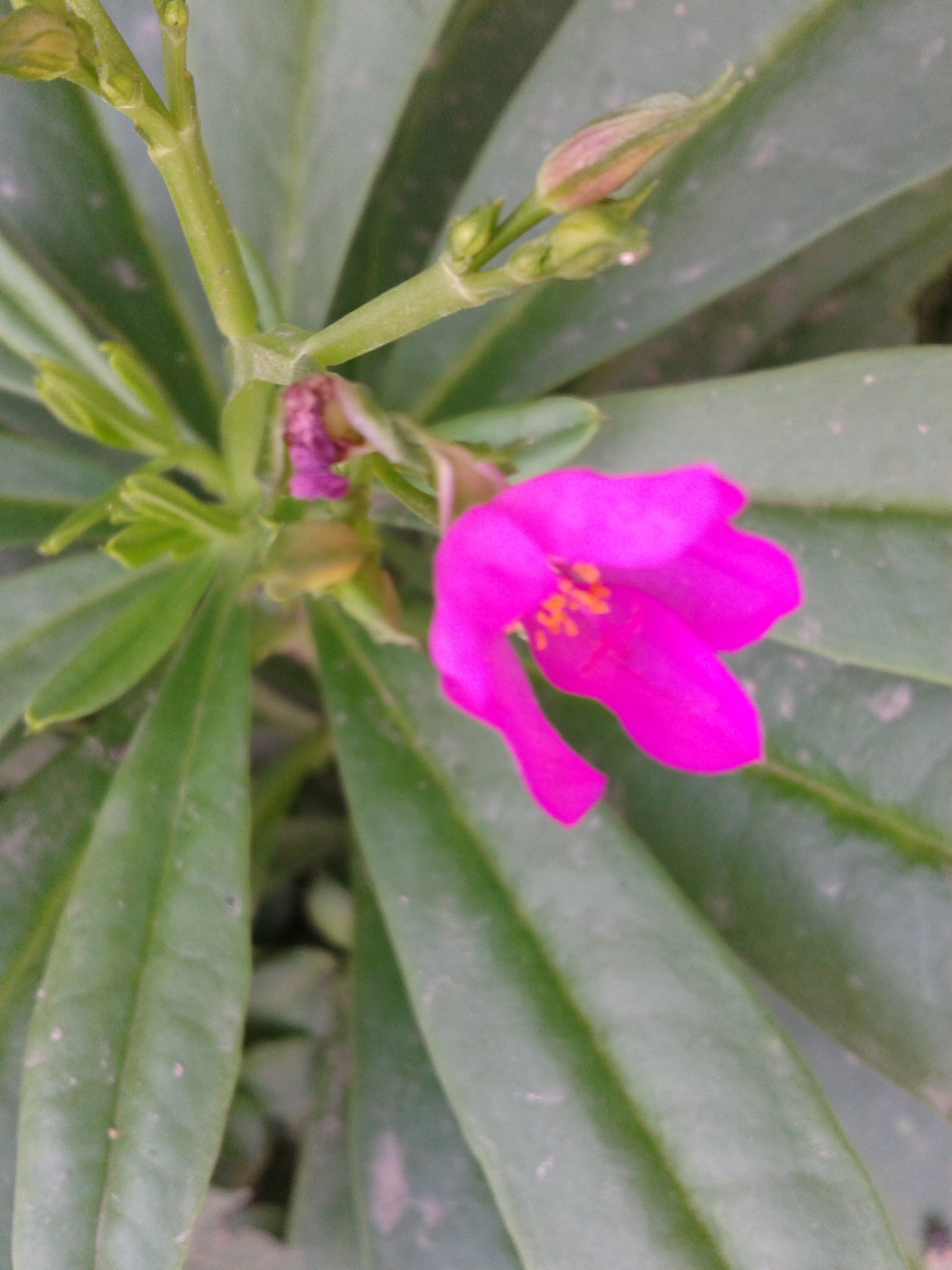
Bärnstensvippa - Talinum paniculatum
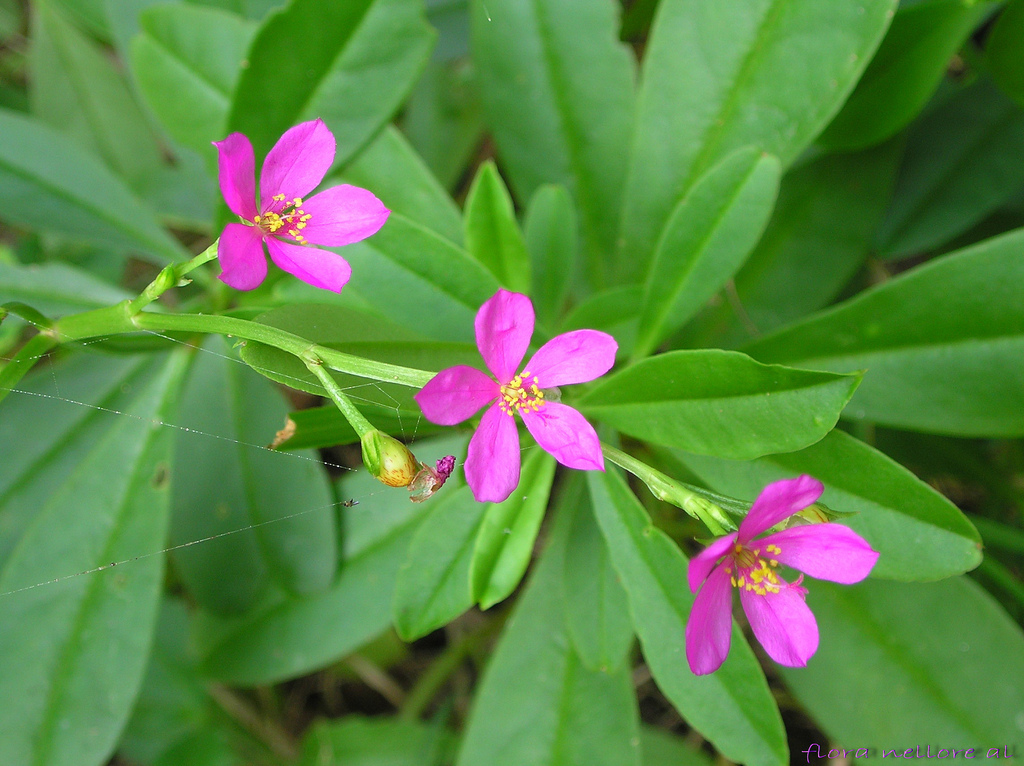
Talinum portulacifolium
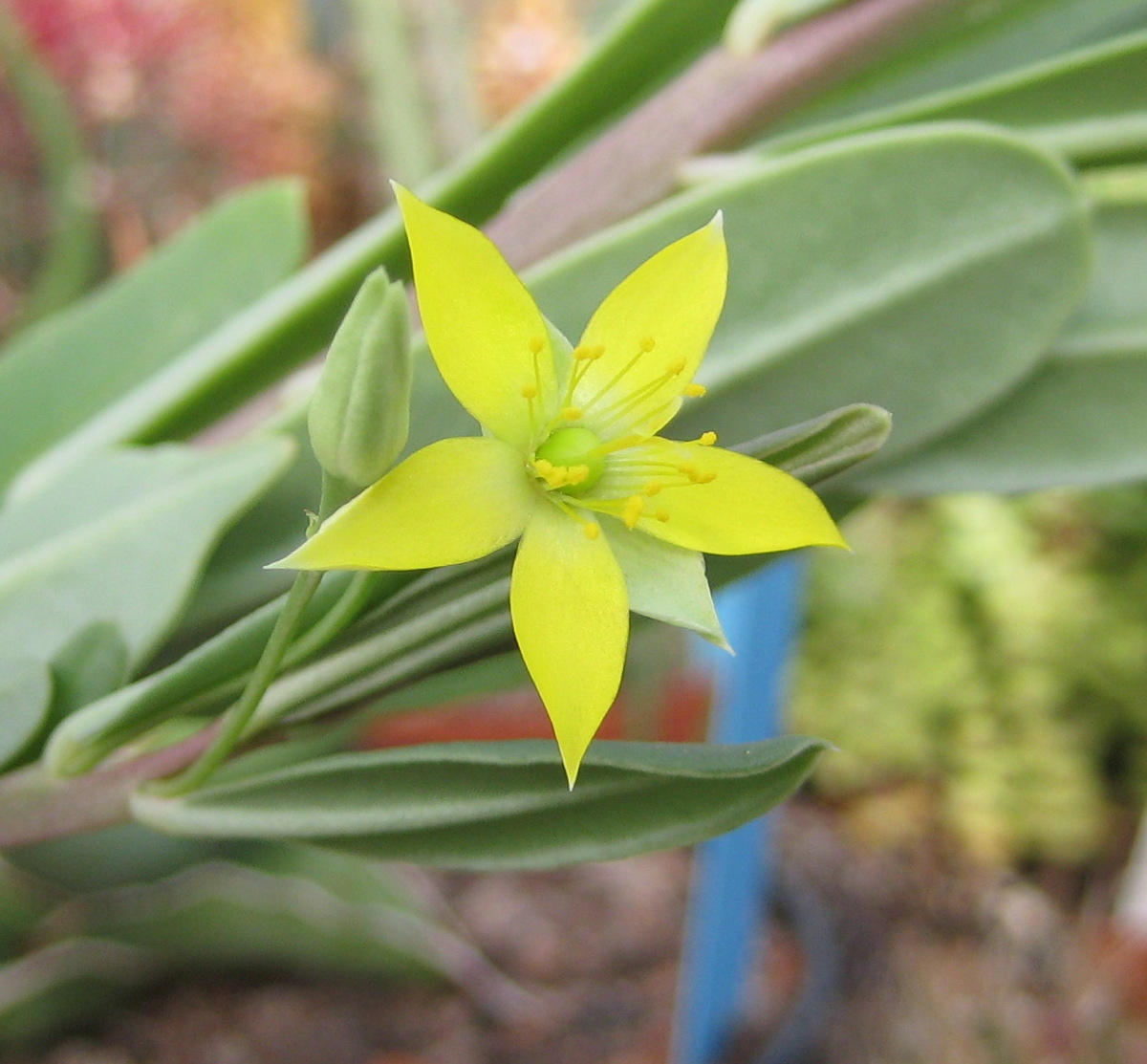
Talinum tenuissimum